# T Coronae Borealis
T Coronae Borealis (T CrB), é uma nova recorrente na constelação Corona Borealis. Foi descoberta pela primeira vez em um episódio de erupção em 1866 por John Birmingham,  embora já tivesse sido observada como uma estrela de magnitude 10. Pode ter sido observada em 1217 e também em 1787.

## Descrição

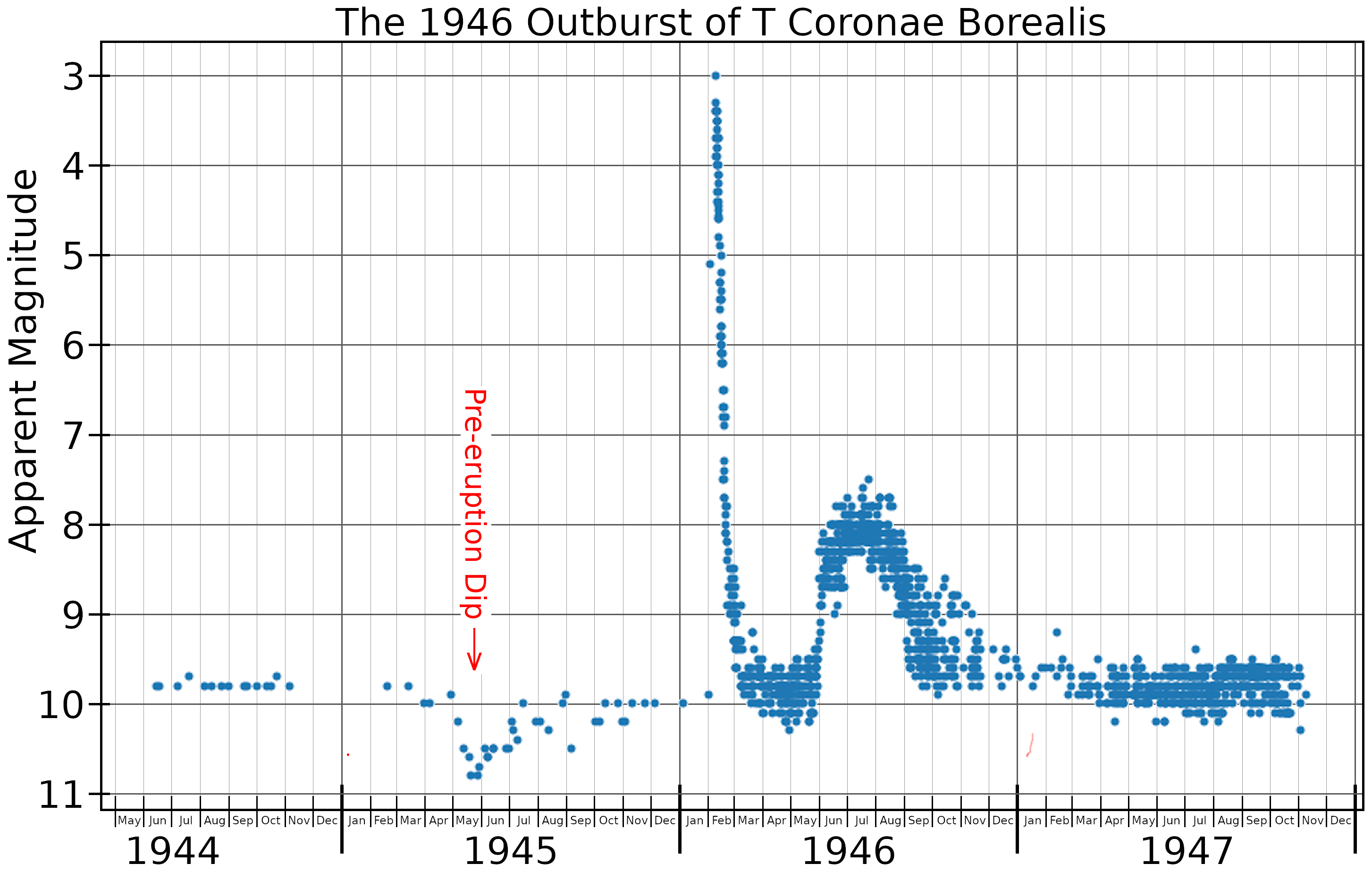
A curva de luz de T Coronae Borealis durante o período em torno de sua erupção de 1946, plotado a partir de dados da AAVSO.

T CrB normalmente tem uma magnitude de cerca de 10, que está perto do limite dos binóculos típicos. Explosões foram vistas duas vezes, atingindo magnitude 2,0 em 12 de maio de 1866 e magnitude 3,0 em 9 de fevereiro de 1946, embora um artigo mais recente mostre a explosão de 1866 com um possível pico de magnitude 2,5. ± 0,5. Mesmo quando atinge uma magnitude máxima de 2,5, esta nova recorrente é mais fraca do que cerca de 120 estrelas no céu noturno. Às vezes ela é apelidada de Estrela Framejante. 
T CrB é um sistema binário que contém uma componente grande e fria e uma componente menor e quente. A componente fria é uma estrela gigante vermelha que transfere material para a sua companheira. Essa estrela menor é uma anã branca rodeada por um disco de acreção, escondida dentro de uma densa nuvem de material da gigante vermelha. Quando o sistema está quiescente, a gigante vermelha domina a emissão de luz visível e o sistema aparece como uma estrela gigante do tipo M3. A anã branca, por sua vez, domina a emissão no espectro ultravioleta. Durante as explosões, a transferência de material para a anã branca aumenta muito e, por consequência, ela expande e a luminosidade do sistema aumenta.

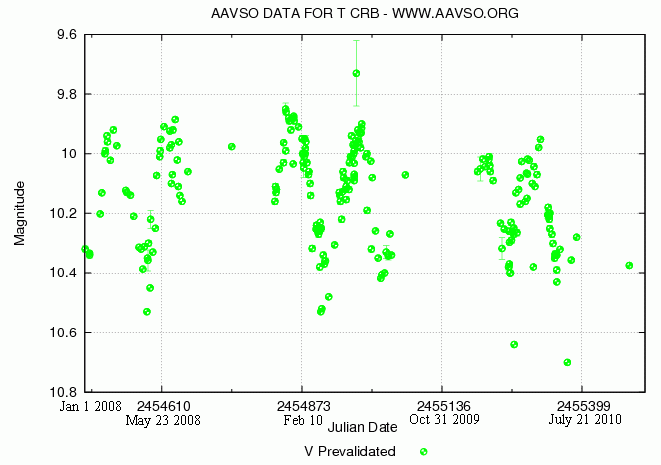
Curva de luz AAVSO da nova recorrente T CrB de 1 de janeiro de 2008 a 17 de novembro de 2010, mostrando as pulsações da gigante vermelha primária. Os números dos dias são mostrados em dias julianos.

Os dois componentes do sistema orbitam um ao redor do outro a cada 228 dias. A órbita é quase circular e está inclinada em um ângulo de 67°. As estrelas estão separadas por uma distância de 0.54 UA.

## Atividade entre 2016 – presente
Em 20 de abril de 2016, o site Sky & Telescope relatou um aumento de brilho contínuo entre fevereiro de 2015, quando a magnitude estava em 10,5, chegando até a aproximadamente 9,2. Um evento semelhante foi relatado em 1938, seguido por outra explosão em 1946. Em junho de 2018, a estrela tinha diminuído seu brilho ligeiramente, mas ainda permanecia num nível de atividade invulgarmente elevado. Em março ou abril de 2023, diminuiu para magnitude 12,3. Um escurecimento semelhante ocorreu no ano anterior à explosão de 1946, indicando que provavelmente entrará em erupção entre abril e setembro de 2024.